# 撲克

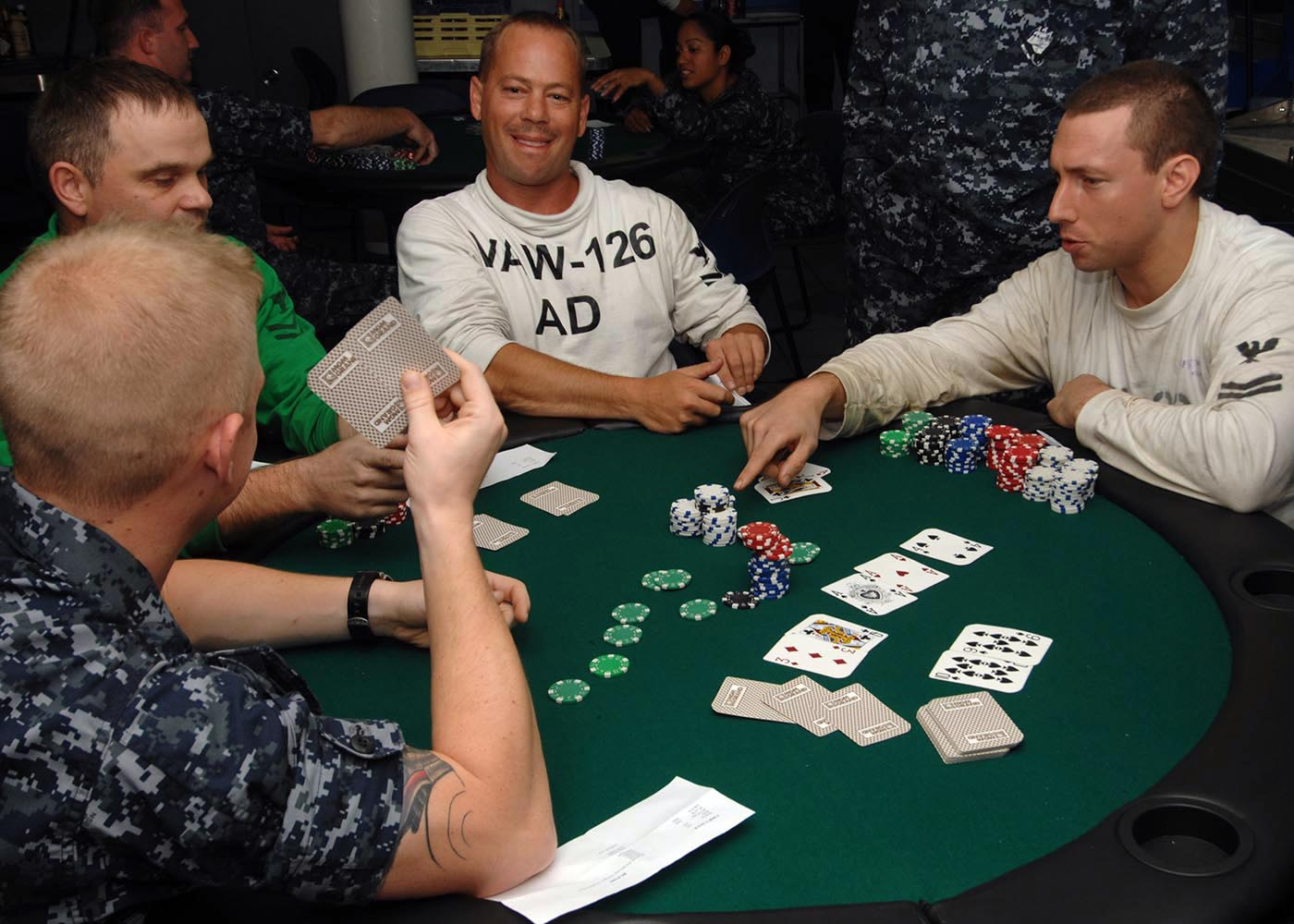
正在進行的德州撲克牌局，是最流行的撲克類型。

撲克（英語：poker），是一類使用撲克牌的遊戲。撲克亦可以當成是撲克牌的簡稱，比方可以用打撲克泛指玩任何一種以撲克牌進行的牌類遊戲。

## 词源
一词是英语的音译，最早见于1917年词人徐珂的笔记《清稗类钞》中：“，欧美叶子戏之总称，有种种明目，亦以纸为之。

## 撲克的意義
撲克俗稱梭哈，有時會稱為美式撲克與其他使用撲克牌的遊戲做為區隔。撲克又可為梭哈（沙蟹）的別名，屬於該遊戲一種變化。事實上，撲克有無數種的變化型，多半使用一副、部分或者多副撲克牌來進行遊戲，但不必然要使用撲克牌。反之，並不是所有使用撲克牌進行的紙牌遊戲或者賭博都可以稱為撲克（Poker）。玩家在遊戲過程中要有增加注碼和退出的機會，有人認為玩家要有機會能夠偷雞，才能算是撲克。像是二十一點、百家樂、橋牌等常見的使用撲克牌的遊戲不屬於撲克。
較常見的撲克規則有：德州扑克、奥马哈菠萝&疯狂菠萝、7张种马、换牌扑克及梭哈。

## 基本規則
撲克進行遊戲時，通常允許玩家進行幾種動作，如加注、跟注、蓋牌、過牌。在抽牌撲克中，允許玩家抽牌換牌。根據下注的限額與比法，有些是牌小的人贏，有些是牌大的人贏，有些則是最大牌和最小牌的人平分。

## 一些常見的規定和習俗
賭場或者一般家庭遊戲中，常常會有一些約定俗成的規矩。這些規定往往是源自於防止作弊而來。
- 禁止使用外語。為了防止玩家串通，通常禁止玩家使用外語溝通，除非所有玩家及荷官均能流利地使用該語言。
- 當你拿到一手牌，你不能詢問任何人的意見，也不能給別人看，也就是一手牌只能有一個玩家。這項規矩有時不會被嚴格執行。
- 玩家有保護自己底牌的義務。玩家需要保護自己的底牌不被別人看到，也不能被發牌的人不小心收走。如果發生某種意外狀況導致底牌遺失，玩家要自行承擔責任。
- 禁止分段下注。如果要加注時，需先喊raise和金額或將所有要下注的籌碼一次推出。
- 一個籌碼的規則。如果只丟出一個籌碼，除非口頭聲明，即使金額超過原來下注的金額，會視為跟注。
- 當最後開牌比牌的大小時，假如對方亮牌後，你發現你的牌比較好，要迅速的亮出你的牌。故意的拖延或者假裝會被視為不禮貌及挑釁的動作。
- 桌上籌碼規矩。有些賭場可以讓你在籌碼不夠時用現金來下注，但是下注的現金必須留在牌桌上，不能收回口袋，直到你離開這張桌子為止，除非只是拿其中一小部分用作小費。

## 撲克比賽

### 世界撲克大賽
世界撲克大賽（World Series of Poker）是撲克傳統上的大賽，世界上所有的撲克玩家們以拿到世界撲克大賽的主賽事冠軍作為最高榮譽，只要得到過一次冠軍，終身都可以被稱為世界撲克冠軍。ESPN於2003年擴大轉播這項賽事，造成了撲克爆發性的流行，當年主賽事的冠軍Chris Moneymaker也被捧紅。隔年2004主賽事報名人數也暴增。
任何人只要有一萬美元加一千美元，都可以參加主賽事。这里的一万美元是作為比赛的獎金，另外的一千美元是舉行比赛的费用，为组织者支配。

## 違禁品
撲克牌由於通常被當作賭博的用具，在許多地方則是屬於違禁品。例如在部分國家或地區的學校，撲克牌通常被當作查禁用品。

## 媒體中的撲克

### 電影
- The Immigrant——卓別林在船上大贏及後續場面。
- 賭神系列及賭俠、賭聖、上海灘賭聖、賭霸。
- 千王之王2000——周星馳和王晶賭王對決，張家輝以千制千。
- 運財五福星——曹達華請師傳授「五福星」賭術。
- 撲克王——古天樂對決劉青雲對決德州撲克
- 決勝21點
- 賭王之王（Rounders）——麥特戴蒙和艾德華諾頓主演的電影，描述已脫離撲克生涯的主角，好友欠下巨額賭債，為救好友一命，主角只好回到地下賭場打德州撲克籌錢。[3]
- 超級王牌（Maverick）——梅爾·吉勃遜與茱蒂·福斯特主演，在豪華輪船上舉辦的賭王大賽吸引了各路好漢鬥智鬥力。[4]
- 瞞天過海──布萊德·彼特教明星玩撲克。
- 新鐵金剛智破皇家賭場（Casino Royale）——007玩德州撲克（Texas Hold'em）[5]。
- 席維斯史特龍之至尊賭王（Shade）。
- 賭你愛上我（Lucky you）─艾瑞克·巴納與茱兒·芭莉摩主演，身為職業賭徒的男主角參加世界撲克大賽與老爹一決勝負，片中相當多職業賭徒客串演出。[6]
- 鐵達尼號（Titanic）──男主角杰克就是玩德州撲克贏得上船的船票。[7]

### 電視
- Travel Channel轉播世界撲克巡迴賽。
- ESPN轉播世界撲克大賽
- FSN的美國撲克冠軍賽、撲克明星邀請賽
- 明星撲克
- Tilt：ESPN的撲克影集
- 回到三國——主角從現代回到三國，敎諸葛亮、孫權、周瑜玩鋤大D。

### 撲克牌塔
- 用撲克牌堆成塔
- 可剪開撲克牌以利堆疊

### 漫畫
- 天才撲克王

## 其他用途
- 撲克牌通缉令